# Healing Is Difficult
Healing Is Difficult är det andra studioalbumet av den australiska artisten Sia Furler. Det släpptes den 28 maj 2002 i USA och 9 juli 2001 i Storbritannien.

## Låtlista
| Nr  | Titel                    | Kompositör                                             | Producent(er)         | Längd |
| --- | ------------------------ | ------------------------------------------------------ | --------------------- | ----- |
| 1.  | Fear                     | Sia Furler                                             | Sia Furler, Sam Frank | 5:11  |
| 2.  | Drink to Get Drunk       | Furler, Sam Frank                                      |                       | 4:41  |
| 3.  | Taken for Granted        | Furler                                                 | Nigel Corsbie         | 4:35  |
| 4.  | Blow It All Away         | Furler, Blair MacKichan, Felix Howard, Kevin Armstrong | Blair Mackichan       | 4:40  |
| 5.  | Get Me                   | Furler, Frank                                          |                       | 3:13  |
| 6.  | I'm Not Important to You | Furler, Frank                                          |                       | 6:08  |
| 7.  | Sober and Unkissed       | Furler                                                 | Furler, Jesse Flavell | 4:01  |
| 8.  | Healing Is Difficult     | Furler, Frank                                          |                       | 5:24  |
| 9.  | Judge Me                 | Furler, Frank                                          |                       | 4:15  |
| 10. | Little Man               | Furler, Frank                                          |                       | 6:04  |
| 11. | Insidiously              | Furler, Frank                                          |                       | 8:50  |